# Tropinota squalida
Tropinota squalida là một loài bọ cánh cứng trong họ Scarabaeidae, phân họ Cetoniinae.
Loài này được tìm thấy chủ yếu ở Pháp, Ý, Hy Lạp, Cộng hòa Macedonia, Bồ Đào Nha, Nam Tư, Tây Ban Nha, Cận Đông và Bắc Phi.
Ấu trùng ăn rễ cây, con trưởng thành có thể gặp từ tháng 5 đến tháng 7, thức ăn là hoa. Chúng dài 10–15 milimét (0,39–0,59 in).

## Hình ảnh

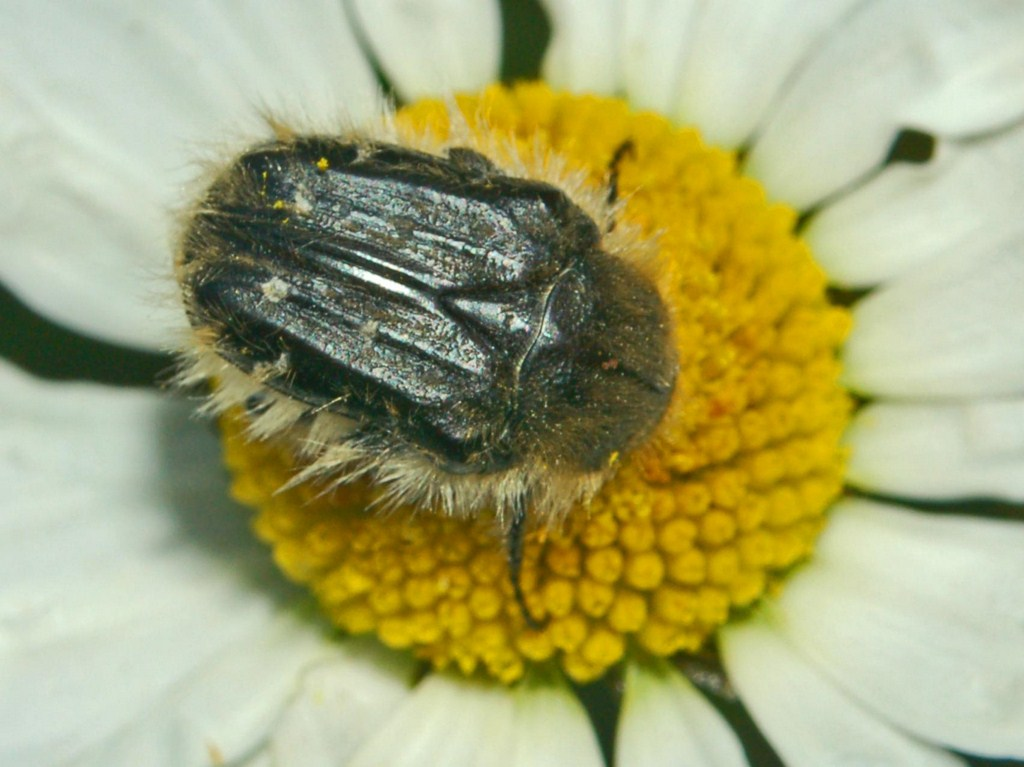
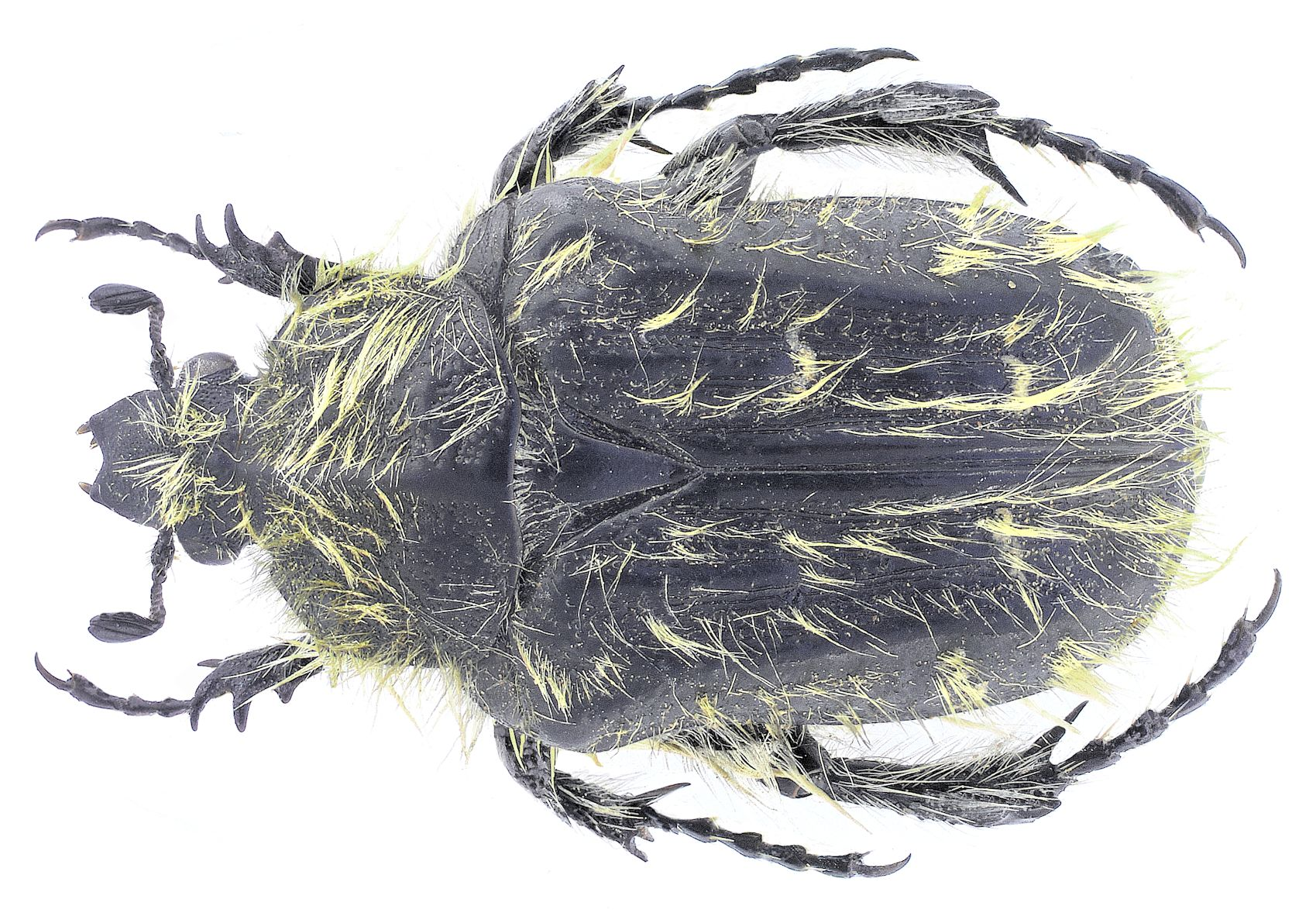
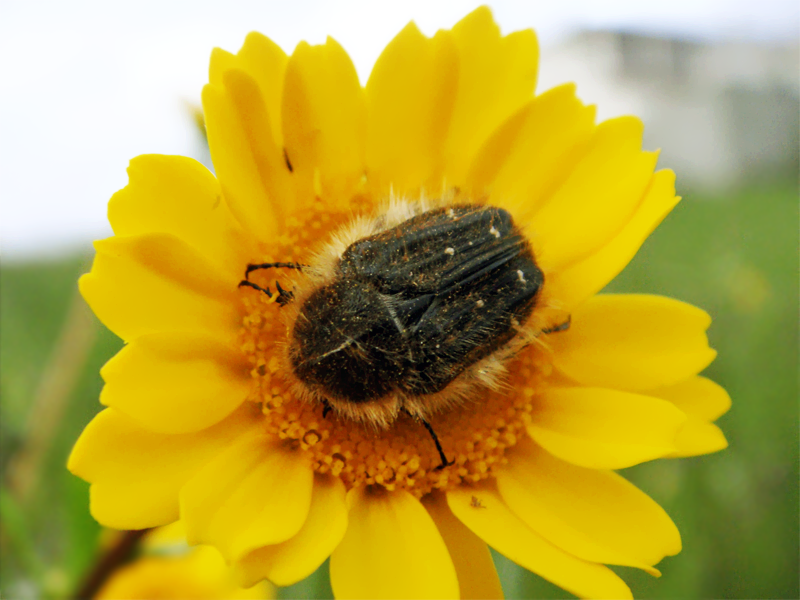

## Phân loài
- T. s. canariensis Lindberg, 1950
- T. s. squalida (Scopoli, 1783)
- T. s. pilosa Brullé, 1832